# Antícles de Mesenia

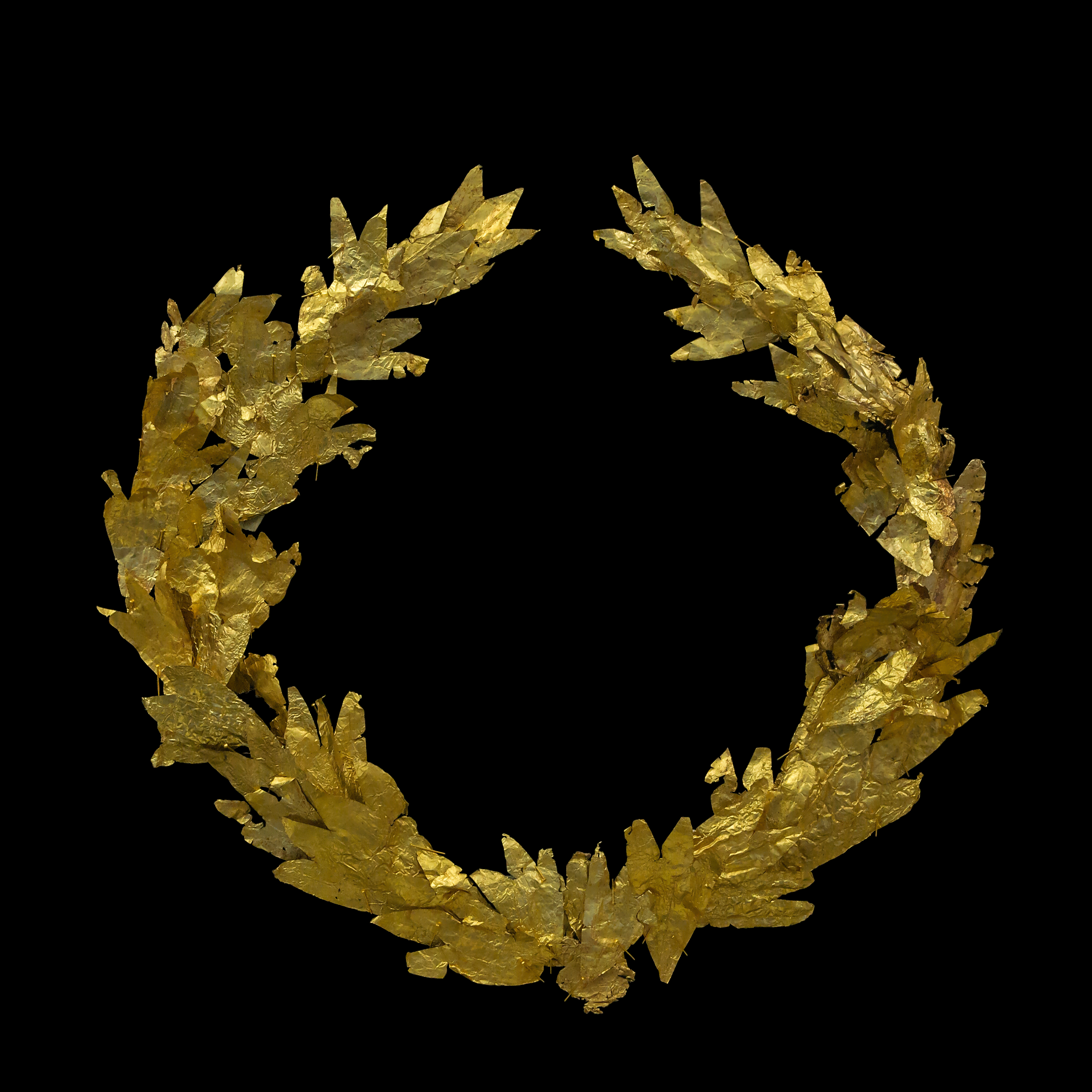
Corona de laurel que se conserva de la Antigua Grecia. Era uno de los premios a los ganadores de disciplinas de las Olímpíadas

Antícles (griego Ἀντικλῆς) fue un atleta de la Antigua Grecia, de la región de Mesenia, campeón de la VIII edición de los Juegos Olímpicos (antiguos), celebrada en el año 748 a. C., en la disciplina de stadion (carrera de 180 metros). Esta fue la única disciplina deportiva durante las 13 primeras olimpíadas, luego se fueron agregando deportes de combate, boxeo (pancracio), interdisciplinas como pentatlón, competencias artísticas, carreras de hoplitas ("hoplitodromos", carrera con escudo y casco), y otras.